# Hlohová

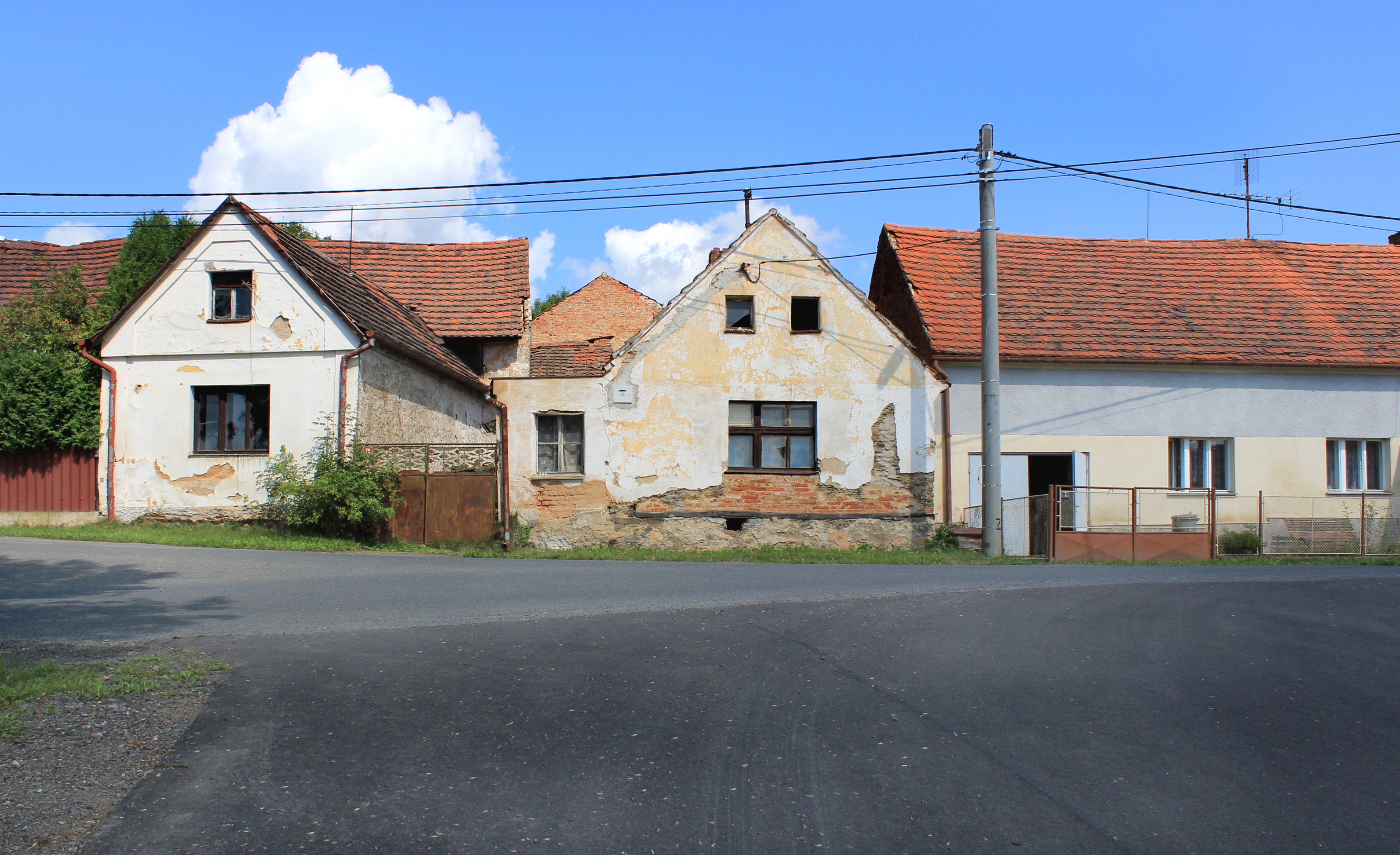
Der Dorfplatz

Hlohová (deutsch Lohowa) ist eine Gemeinde in Tschechien. Sie liegt zwei Kilometer südlich von Staňkov und gehört zum Okres Domažlice.

## Geographie
Hlohová befindet sich auf einer Anhöhe zwischen der Tälern der Bäche Zubřina und Srbický potok in der Chodská pahorkatina. Im Ort entspringt der Bach Chmelnice.

## Geschichte
Die erste urkundliche Erwähnung des Ortes erfolgte im Jahre 1357.
Nach der Aufhebung der Patrimonialherrschaften bildete Lohowa ab 1850 eine Gemeinde im Pilsner Kreis und Gerichtsbezirk Bischofteinitz. Ab 1868 gehörte die Gemeinde zum Bezirk Bischofteinitz. 1948 wurde Hlohová dem Okres Stod zugeordnet, seit 1961 gehört das Dorf zum Okres Domažlice. Von 1985 bis 1990 war Hlohová nach Staňkov eingemeindet.

## Gemeindegliederung
Für die Gemeinde Hlohová sind keine Ortsteile ausgewiesen. Zu Hlohová gehört die Einschicht Pasecký Mlýn (Paseken-Mühle).

## Sehenswürdigkeiten
- Kirche des hl. Ägidius
- Wassermühle Pasecký Mlýn mit Kapelle, westlich des Dorfes an der Zubřina